# Poor Tom
Poor Tom är en låt av Led Zeppelin på albumet Coda från 1982. Låten är skriven av Robert Plant och Jimmy Page. Låten skrevs 1970 i en liten stuga i Bron-Yr-Aur (Wales) efter en krävande USA-turné. Låten blev inspelad till skivan Led Zeppelin III, men valdes bort. När en skiva med outgivet material skulle ges ut två år efter John Bonhams död användes låten. Led Zeppelin spelade aldrig Poor Tom live.